# Hanna Öberg
Hanna Linnea Öberg (Kiruna, 2 novembre 1995) è una biatleta svedese.

## Biografia

### Stagioni 2017-2018
Sorella di Elvira, a sua volta biatleta, Hanna Öberg ha esordito in Coppa del Mondo il 27 novembre 2016 a Östersund (6ª in staffetta mista) e ai Campionati mondiali a Hochfilzen 2017, dove si è piazzata 40ª nella sprint, 49ª nell'inseguimento, 55ª nell'individuale, 6ª nella staffetta e 6ª nella staffetta mista. Ha ottenuto il primo podio in Coppa del Mondo il 13 gennaio 2018 a Ruhpolding (3ª in staffetta).
Ha rappresentato la Svezia ai XXIII Giochi olimpici invernali di Pyeongchang 2018, suo esordio olimpico, dove ha vinto la medaglia d'oro nell'individuale, la medaglia d'argento nella staffetta e si è classificata 7ª nella sprint, 5ª nell'inseguimento, 5ª nella partenza in linea e 11ª nella staffetta mista.

### Stagioni 2019-2025
Ai Mondiali di Östersund 2019 ha vinto l'oro nell'individuale, l'argento nella staffetta, il bronzo nella staffetta singola mista ed è stata 4ª nella sprint, 5ª nell'inseguimento, 4ª nella partenza in linea e 5ª nella staffetta mista.
Al termine della stagione 2018-2019 vincendo la partenza in linea di Holmenkollen si aggiudica la Coppa del Mondo di specialità. L'anno dopo ai Mondiali di Anterselva 2020 ha vinto la medaglia di bronzo nella partenza in linea e si è posizionata 18ª nella sprint, 4ª nell'inseguimento, 4ª nell'individuale, 5ª nella staffetta, 11ª nella staffetta mista e 4ª nella staffetta singola mista; il piazzamento nell'individuale le consegna tra l'altro la Coppa del Mondo di individuale.
La stagione seguente a Pokljuka 2021 ha conquistato altre tre medaglie iridate (argento nell'individuale e bronzo nella staffetta mista e nella staffetta singola mista, piazzandosi inoltre 10ª nella sprint, 13ª nell'inseguimento, 7ª nell'individuale e 5ª nella staffetta). Ha preso parte ai XXIV Giochi olimpici invernali di Pechino 2022 nei quali ha vinto la medaglia d'oro nella staffetta e si è classificata 19ª nella sprint, 18ª nell'inseguimento, 16ª nell'individuale, 25ª nella partenza in linea e 4ª nella staffetta mista; ai Mondiali di Oberhof 2023 ha vinto la medaglia d'oro nell'individuale e nella partenza in linea, quella d'argento nella sprint, il bronzo nella staffetta e si è classificata 12ª nell'inseguimento, 9ª nella staffetta mista e 4ª nella staffetta mista individuale, a quelli di Nové Město na Moravě 2024 ha conquistato la medaglia d'argento nella staffetta, quella di bronzo nella staffetta mista e si è piazzata 8ª nella sprint, 5ª nell'inseguimento, 16ª nell'individuale, 9ª nella partenza in linea e 4ª nella staffetta mista individuale e a quelli di Lenzerheide 2025 ha vinto la medaglia di bronzo nella staffetta ed è stata 19ª nella sprint, 11ª nell'inseguimento, 43ª nell'individuale, 30ª nella partenza in linea e 5ª nella staffetta mista.

## Palmarès

### Olimpiadi
- 3 medaglie:
  - 2 ori (individuale a Pyeongchang 2018; staffetta a Pechino 2022)
  - 1 argento (staffetta a Pyeongchang 2018)

### Mondiali
- 14 medaglie:
  - 3 ori (individuale[2] a Östersund 2019; individuale, partenza in linea a Oberhof 2023)
  - 4 argenti (staffetta[2] a Östersund 2019; individuale[2] a Pokljuka 2021; sprint a Oberhof 2023; staffetta a Nové Město na Moravě 2024)
  - 7 bronzi (staffetta singola mista[2] a Östersund 2019; partenza in linea[2] ad Anterselva 2020; staffetta mista[2], staffetta singola mista[2] a Pokljuka 2021; staffetta a Oberhof 2023; staffetta mista a Nové Město na Moravě 2024; staffetta a Lenzerheide 2025)

### Mondiali juniores
- 3 medaglie:
  - 2 ori (sprint, inseguimento a Cheile Grădiștei 2016)
  - 1 argento (staffetta a Cheile Grădiștei 2016)

### Europei
- 2 medaglie:
  - 1 oro (individuale a Minsk-Raubichi 2019)
  - 1 bronzo (sprint a Minsk-Raubichi 2019)

### Coppa del Mondo
- Miglior piazzamento in classifica generale: 4ª nel 2020, nel 2021 e nel 2022
- Vincitrice della Coppa del Mondo di partenza in linea nel 2019
- Vincitrice della Coppa del Mondo di individuale nel 2020
- 55 podi (28 individuali, 27 a squadre), oltre a quelli conquistati in sede iridata e validi anche ai fini della Coppa del Mondo:
  - 17 vittorie (7 individuali, 10 a squadre)
  - 21 secondi posti (11 individuali, 10 a squadre)
  - 17 terzi posti (10 individuali, 7 a squadre)

#### Coppa del Mondo - vittorie
| Data             | Località             | Nazione   | Specialità                                                                |
| ---------------- | -------------------- | --------- | ------------------------------------------------------------------------- |
| 24 marzo 2019    | Oslo Holmenkollen    | Norvegia  | MS                                                                        |
| 30 novembre 2019 | Östersund            | Svezia    | SMX (con Sebastian Samuelsson)                                            |
| 26 gennaio 2020  | Pokljuka             | Slovenia  | MS                                                                        |
| 29 novembre 2020 | Kontiolahti          | Finlandia | SP                                                                        |
| 3 dicembre 2020  | Kontiolahti          | Finlandia | SP                                                                        |
| 5 dicembre 2020  | Kontiolahti          | Finlandia | RL (con Johanna Skottheim, Mona Brorsson ed Elvira Öberg)                 |
| 4 marzo 2021     | Nové Město na Moravě | Rep. Ceca | RL (con Mona Brorsson, Linn Persson ed Elvira Öberg)                      |
| 28 novembre 2021 | Östersund            | Svezia    | SP                                                                        |
| 11 dicembre 2021 | Hochfilzen           | Austria   | RL (con Linn Persson, Anna Magnusson ed Elvira Öberg)                     |
| 30 novembre 2022 | Kontiolahti          | Finlandia | IN                                                                        |
| 1º dicembre 2022 | Kontiolahti          | Finlandia | RL (con Linn Persson, Anna Magnusson ed Elvira Öberg)                     |
| 19 marzo 2023    | Oslo Holmenkollen    | Norvegia  | MS                                                                        |
| 25 novembre 2023 | Östersund            | Svezia    | SMX (con Sebastian Samuelsson)                                            |
| 1º dicembre 2024 | Kontiolahti          | Finlandia | RL (con Anna Magnusson, Sara Andersson ed Elvira Öberg)                   |
| 12 gennaio 2025  | Oberhof              | Germania  | MX (con Sebastian Samuelsson, Martin Ponsiluoma ed Elvira Öberg)          |
| 26 gennaio 2025  | Anterselva           | Italia    | RL (con Johanna Skottheim, Ella Halvarsson e Anna Magnusson)              |
| 16 marzo 2025    | Pokljuka             | Slovenia  | MX (con Anna-Karin Heijdenberg, Sebastian Samuelsson e Martin Ponsiluoma) |

Legenda:

SP = sprint

MS = partenza in linea

IN = individuale

RL = staffetta

MX = staffetta mista

SMX = staffetta mista individuale